# Startmotor

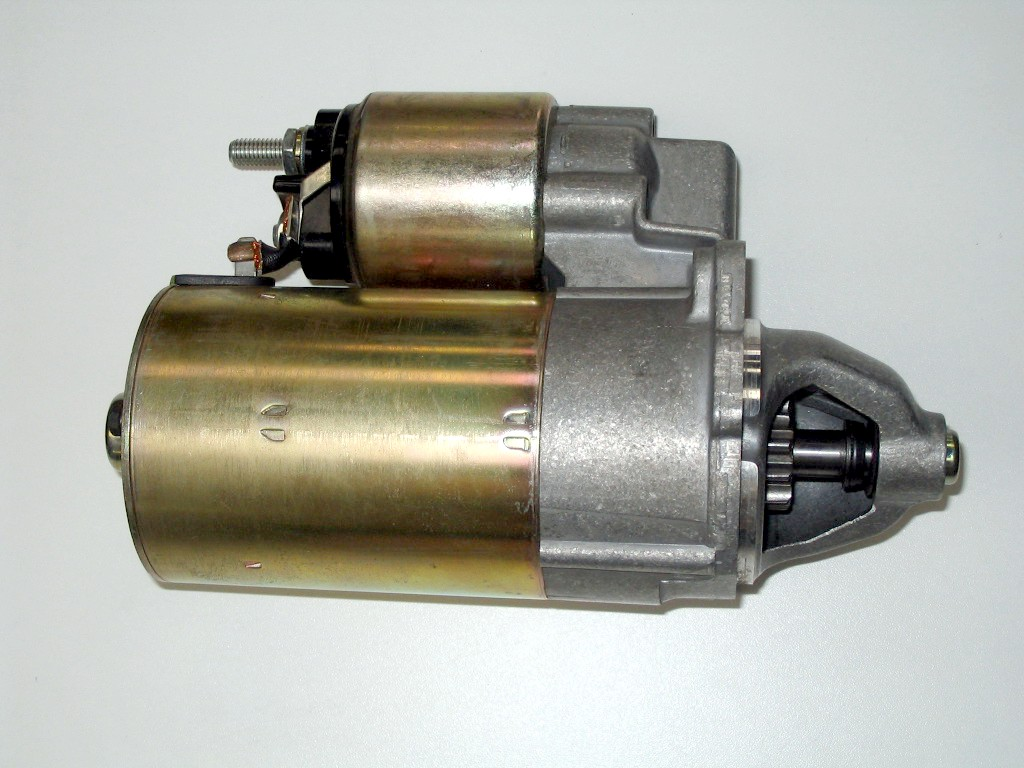
Startmotor till en bil

Startmotor är vanligen en elektrisk motor som används för att dra igång en större förbränningsmotor. Startmotorn på äldre bilar driver svänghjulet på förbränningsmotorn via en så kallad bendixkoppling som frikopplar startmotorn när förbränningsmotorn startar. Från 1960-talet och framåt har anordningen ersatts av en solenoid som flyttar startmotorns drev så att det får kontakt med svänghjulets kuggkrans. När drevet ligger i rätt läge sluts en kontakt som ger ström till startmotorn. På det sättet minskas slitaget på drevet och kuggkransen jämfört med bendixkopplingen.
Startmotorer i personbilar drivs nästan undantagslöst på 12 volts likström, då detta är nominell spänning från ett bilbatteri. Tidigare var även sex volt vanligt.